# Tall Szihab
Tall Szihab (arab. تل شهاب) – miejscowość w Syrii, w muhafazie Dara. W 2004 roku liczyła 9430 mieszkańców.